# إجراء الموافقة للاتحاد الأوروبي
إجراء الموافقة هو أحد الإجراءات التشريعية الخاصة للاتحاد الأوروبي.

## القانون الأوروبي الموحد
تم تقديم إجراء الموافقة بموجب القانون الأوروبي الموحد. بموجب هذا الإجراء، يجب أن يحصل مجلس الاتحاد الأوروبي على موافقة البرلمان قبل اتخاذ قرارات معينة. تتطلب «الموافقة» أغلبية مطلقة من الأصوات.
يمكن للبرلمان الأوروبي قبول الاقتراح أو رفضه دون تعديله. ومع ذلك، يمكن للبرلمان إصدار تقرير مؤقت يقدم توصيات لإجراء تعديلات. 
المجالات التي شملها إجراء الموافقة هي:
- مهام محددة للبنك المركزي الأوروبي؛
- تعديلات النظام الأساسي لنظام البنوك المركزية الأوروبي/البنك المركزي الأوروبي؛
- الصناديق الهيكلية وصناديق التماسك؛
- الإجراء الانتخابي الموحد للبرلمان الأوروبي؛
- بعض الاتفاقيات الدولية؛
- انضمام دول أعضاء جديدة؛
- موافقة الرئيس وأعضاء المفوضية الآخرين.

## معاهدة أمستردام
بعد اعتماد معاهدة أمستردام، تتطلب العقوبات المفروضة على دولة عضو في الاتحاد الأوروبي لخرق خطير ومستمر للحقوق الأساسية موافقة البرلمان بموجب المادة 7 من معاهدة الاتحاد الأوروبي.
في رأيها بشأن المؤتمر الحكومي الدولي لعام 2000، دافعت المفوضية الأوروبية لصالح توسيع نطاق هذا الإجراء ليشمل نتائج الاتفاقات التي لها آثار اقتصادية وتجارية عالمية.

## معاهدة لشبونة
مع دخول معاهدة لشبونة حيز التنفيذ في عام 2009، تم تعريف إجراء الموافقة كجزء من الإجراءات التشريعية الخاصة، على عكس الإجراء التشريعي العادي. 
تشمل تطبيقاته: 
- شرط المرونة الأفقية (المادة 352)،
- مكافحة التمييز (المادة 19 (1))،
- عضوية الاتحاد (المادة 49)،
- ترتيبات الانسحاب من الاتحاد (المادة 50)،
- اتفاقيات الشراكة،
- انضمام الاتحاد إلى الاتفاقية الأوروبية لحقوق الإنسان،
- الاتفاقات التي تنشئ إطارًا مؤسسيًا محددًا،
- الاتفاقات التي لها آثار مهمة على الميزانية،
- الاتفاقات في المجالات التي ينطبق فيها الإجراء التشريعي العادي.

بموجب إجراء الموافقة، يعرب البرلمان عن موافقته على مشروع قانون المجلس بالأغلبية المطلقة، دون إمكانية تعديله. بشكل غير رسمي، يشارك البرلمان من قبل المفوضية منذ بداية الإجراء، من أجل ضمان موافقته، على الرغم من أن المعاهدات لا تتوقع ذلك رسميًا. 